# Новолокти (Тюменская область)
Новолокти — село в Ишимском районе Тюменской области России. Административный центр Новолоктинского сельского поселения.

## История
До 1917 года в составе Локтинской волости Ишимского уезда Тюменской губернии. По данным на 1926 год село Ново-Локтинское состояло из 315 хозяйств. В административном отношении являлось центром Новолоктинского сельсовета Жиляковского района Ишимского округа Уральской области.

## Население
| 2010 |
| ---- |
| 911  |

По данным переписи 1926 года в селе проживало 1824 человека (878 мужчин и 946 женщин), в том числе: русские составляли 100 % населения.
Согласно результатам переписи 2002 года, в национальной структуре населения русские составляли 89 % из 1121 чел.